# Сюжи
Сюжи (чечен. Суьжа) — село в Шатойском районе Чеченской Республики. Входит в Больше-Варандинское сельское поселение.

## География
Село расположено на правом берегу одноимённой реки Сюжи, к северо-западу от районного центра Шатой.
Ближайшие населённые пункты: на северо-востоке — село Большие Варанды, на юго-востоке — село Хаккой, на юге — село Вашиндарой, на юго-западе — село Высокогорное, на востоке — село Харсеной.

## Население
| 1990 | 2002 | 2010 |
| ---- | ---- | ---- |
| 220  | ↘22  | ↗258 |